# Cassiano Nunes
Cassiano Nunes (Santos, 27 de abril de 1921 — 15 de outubro de 2007) foi um poeta, escritor, crítico literário e conferencista brasileiro.
Foi secretário-executivo da Câmara Brasileira do Livro a partir de 1947, quando a entidade iniciava suas atividades em prol da difusão do livro no país. 
Estudou literatura norte-americana em Ohio, depois trabalhou na editora Saraiva, foi para a Alemanha estudar na Universidade de Heidelberg, onde também lecionou literatura brasileira. 
Foi professor visitante na Universidade de Nova Iorque e, por último, ingressou na Universidade de Brasília.
Autor de vasta obra, foi amigo pessoal de Carlos Drummond de Andrade e de Mário Quintana.
Faleceu sem deixar herdeiros. Sua residência será um museu em Brasília.

## Obras
- A Felicidade pela Literatura, Rio de Janeiro : Civilização Brasileira, 1983.